# Jean Buhler
Pour les articles homonymes, voir Bühler.
Jean Buhler, de son vrai nom Jean Bühler, est un écrivain, photographe, journaliste et voyageur suisse né en 1919 à La Chaux-de-Fonds et mort en 2017 au Locle.
Auteur d'une trentaine de livres, de plus de 5 000 articles de journaux et de quelque 40 000 photographies, sa vie est caractérisée par le goût de l’aventure et de l'écriture en ayant soin de toujours conserver son indépendance.

## Biographie
Jean Buhler est né le 3 juillet 1919 à La Chaux-de-Fonds, dans le canton de Neuchâtel (Suisse). La maison de sa naissance, à la rue de la Paix, se trouve à 50 mètres de celle où, 32 ans auparavant, naissait Blaise Cendrars.
Les Sauser (le nom d’origine de Cendrars) et les Bühler sont originaires de Sigriswil. Ces deux noms figurent sur la « Tabula Avunculorum » (table des ancêtres) de la vieille église du village de Sigriswil. Jean Buhler rencontrera Blaise Cendrars pour la première fois en 1949 à Saint-Segond (Villefranche-sur-Mer) puis les deux hommes se reverront à Paris. En 1960 Jean Buhler, qui a effectué des recherches dans le registre des naissances de sa ville natale, publie Blaise Cendrars, homme libre, poète au cœur du monde dans lequel il est le premier à révéler l'origine suisse et chaux-de-fonnière de Blaise Cendrars, preuves à l'appui. Cet ouvrage est régulièrement ignoré de la critique spécialisée.
Un curieux rapprochement est encore à signaler entre Blaise Cendrars et Jean Buhler : Cendrars a fait paraître les mémoires de l'aventurier Hans Bringolf qui fut diplomate, escroc, légionnaire, officier de l'armée américaine aux Philippines, volontaire à 65 ans pour combattre les Soviets en Finlande. Revenu en Suisse, Bringolf écrivit un second livre qui fut traduit en français par Jean Buhler, comme lui revenu de Finlande en Suisse en 1941. Ce livre est intitulé Un Aventurier suisse sous les drapeaux de l’étranger. Jean Buhler a également consacré à Hans Bringolf le dernier chapitre de Foncer, petite série de Suisses hors du commun.
Jean Buhler est grand pour son âge et pratique l'athlétisme au sein du club l'Olympic de la Chaux-de-Fonds. Il est premier lors de la journée des jeunes dans la catégorie 14 à 16 ans.

### Les premiers voyages
À seize ans, il tente de rejoindre sans passeport l’Éthiopie en guerre contre l'Italie fasciste. Il se retrouve à la prison de sa ville natale, à la plaisamment nommée rue de la Promenade. L'année suivante, il assiste aux Jeux olympiques d'été de 1936 dans une équipe de jeunes athlètes invités avant d'obtenir son baccalauréat en latin-langues vivantes au gymnase de La Chaux-de-Fonds. Il ne passe à l’université de Neuchâtel puis à celle de Genève que pour s’en échapper et vagabonder.
À vingt ans, il a parcouru, presque toujours à pied, une grande partie de l’Europe : cicerone (guide) à Naples, invité par des villageois albanais à devenir leur pope, membre d’une troupe tzigane au Monténégro, puis battant le pavé de Paris, homme-sandwich aux Pays-Bas, manœuvre ferroviaire en Allemagne, soutier à Copenhague où il reçoit l’ordre de rejoindre l’école de recrues à la caserne des Vernets à Genève.

### Les années de guerre
Sa carrière militaire, dès 1939, est tout aussi mouvementée. Caporal mitrailleur en Suisse, on le retrouve dès 1940 reporter en Finlande. Il y survit en écrivant, en allemand, maints articles sur l’Albanie pour les journaux finlandais. Une tentative pour passer au Brésil échoue, les Allemands le renvoient en Laponie.
Revenu en Suisse, il est invité à entrer à la rédaction de L’Impartial. Travaillant de cinq heures du matin à cinq heures de l’après-midi, il trouve le moyen d’écrire ses premiers livres : d’abord Frontière, récits militaires à l’intention de ses camarades de bataillon, puis Sur les routes d’Europe une relation romancée de ses voyages de prime jeunesse, enfin Prends ma vie camarade. Il s’agit d’un roman inspiré par le dogme de la communion des saints et la réversibilité des mérites. De cette époque date aussi le recueil de poèmes Convalescence que l’auteur a écrit à dix-neuf ans et qu’il publie quatre ans plus tard à compte d’auteur.
C’est alors le commandement de l’armée suisse qui le convie à faire partie d’une compagnie de reporters en uniforme. Il fera ainsi connaissance du brigadier Roger Masson, chef du service de renseignements de l’armée, qui lui facilitera l’octroi de congés militaires. Car les voyages continuent malgré la guerre.
En juillet 1944, le caporal Buhler en civil est aux côtés de la résistance française. Il n’a que son stylo pour arme et participe quand même à quelques actions chaudes. À l’époque il ne fait pas encore de photo. Il participe à l’engagement de Pont-Royal sur l’Isère et assiste à la libération de Pontarlier, de Baume-les-Dames et de Pont-de-Roide-Vermondans. À Besançon le 8 septembre 1944, jour de la libération, il couche à l’hôtel des Postes, dans la chambre laissée vacante par le commandant de la place, le général von Felbert.
Après la guerre, en 1947, ses amis de Baume-les-Dames viendront le chercher en Suisse pour le présenter à Charles de Gaulle.
Avant la fin de la guerre, Jean Buhler est recruté par les éditions Ringier, on lui propose de suivre un cours de photographe-reporter à Bâle. Le premier reportage hors du pays se fera en direction de Belgrade en décembre 1945. Au bout de trois semaines, il est expulsé car il a tenté de sortir de la capitale pour aller visiter le pays. Un avion de la Croix-Rouge française le ramène à Paris avec des rescapés français, parfois Alsaciens enrôlés de force dans la Wehrmacht. C’est ensuite le Don suisse pour les victimes de la guerre qui fait appel à lui pour son secrétariat de Zurich et qui l’envoie avec un des premiers trains de secours à Varsovie : cinq jours de voyage, avec changement de locomotive à chaque ligne de démarcation des zones occupées (française, américaine, russe). Les hostilités étant terminées, le monde s’ouvre de nouveau à la curiosité des voyageurs.

### L'aventure familiale

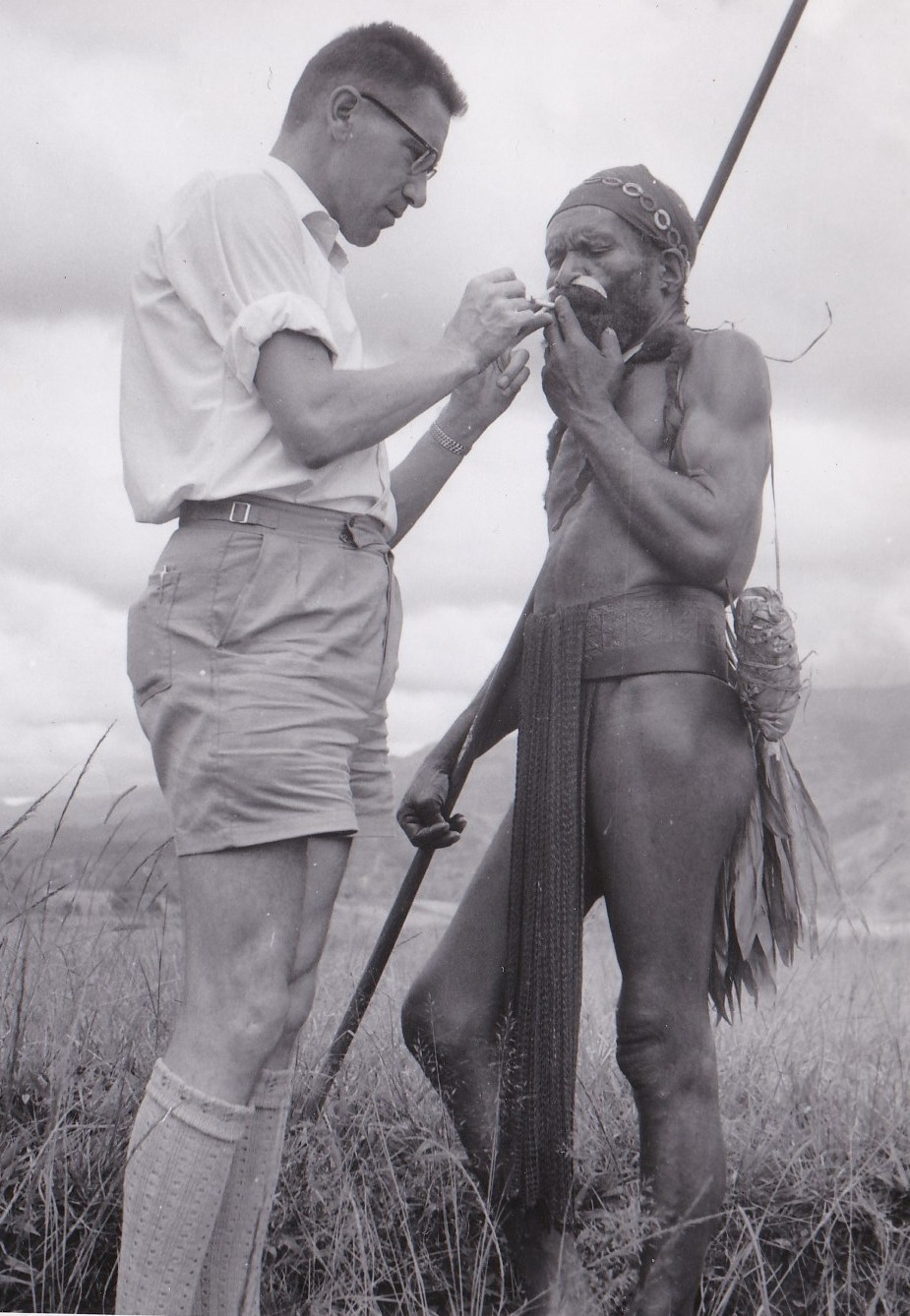
Jean Buhler à Minj (Hauts plateaux de Papouasie-Nouvelle-Guinée, vallée du Wahgi), après un atterrissage forcé en venant de Port-Moresby, 1960

Jean Buhler choisit d’aller découvrir l’Afrique. Muni d’un ordre de mission du ministère français des colonies, mission aux frais de l’intéressé, mais qui ouvre la porte des résidences et des postes de commandement. Il visite l’Algérie, le Maroc, s’arrête longuement au Hoggar où il rencontre le lieutenant Barthé qui poursuit les recherches linguistiques commencées par le père Charles de Foucauld. Le voyage se poursuivra au Tchad et jusqu’au Congo. Le pécule du voyageur étant épuisé, il doit travailler et c’est en ramassant un peu d’or dans les forêts du Mayombe que Buhler gagne de quoi payer son billet de retour en avion.
Une autre aventure commence : le mariage. À peine uni, le couple va se fixer au Portugal. Un premier fils, Pierre-Alain, naît à Sintra. Le second s’appellera François car il aurait dû naitre en France mais le père étant reparti pour continuer ses études sur l’Atlantique, la mère a préféré rentrer accoucher à la Chaux-de-Fonds. François aura trois mois quand son père fera sa connaissance après avoir chassé la baleine aux Îles Féroé et être revenu d’Islande à bord du chalutier MFV Jon Thorlaksson qui débarque sa cargaison de morues à Cuxhaven, en Allemagne.
Deux ans plus tard, alors que Jean Buhler voyage au Chili, un troisième enfant, Anne, naît à La Chaux-de-Fonds.
De 1949 à 1984, il collabore aux services de presse de l'Aide suisse à l'Europe qui deviendra ensuite Swissaid. Il sera aussi invité par l'UNESCO à occuper un poste de conseiller du ministère de l'information du Togo. La FAO l'invitera à Rome puis l'OCDE l'enverra au Portugal.
Voyages et reportages ont continué jusqu'à l'âge de 90 ans. À noter en 1956 un raid en 2CV avec Pierre Frantz de Suisse en Afghanistan. À peine rentré il repart en Hongrie pour couvrir l'insurrection de Budapest. Il écrit Ne pas oublier, récit romancé de la révolution hongroise.
Jamais impliqué en politique, Jean Buhler n'en a pas moins participé à un sit-in devant l'usine nucléaire de Marcoule en 1958 avec le philosophe Lanza del Vasto et ses compagnons de l'Arche pour protester contre l'enrichissement de l'uranium, prélude à la fabrication de la première bombe atomique française. Ils sont évacués par une compagnie de CRS. En 1960, il effectue un tour du monde à l'invitation de Qantas : il rencontre fin juin Caryl Chessman dans le couloir de la mort à la prison d'État de San Quentin, puis à Darjeeling Pem Pem, la fille du sherpa Tensing Norgay qui lui permet d'interviewer son père, co-vainqueur de l'Everest. Il rencontrera aussi plus tard Tenzin Gyatso, le 14e dalaï-lama, à Dharamsala.

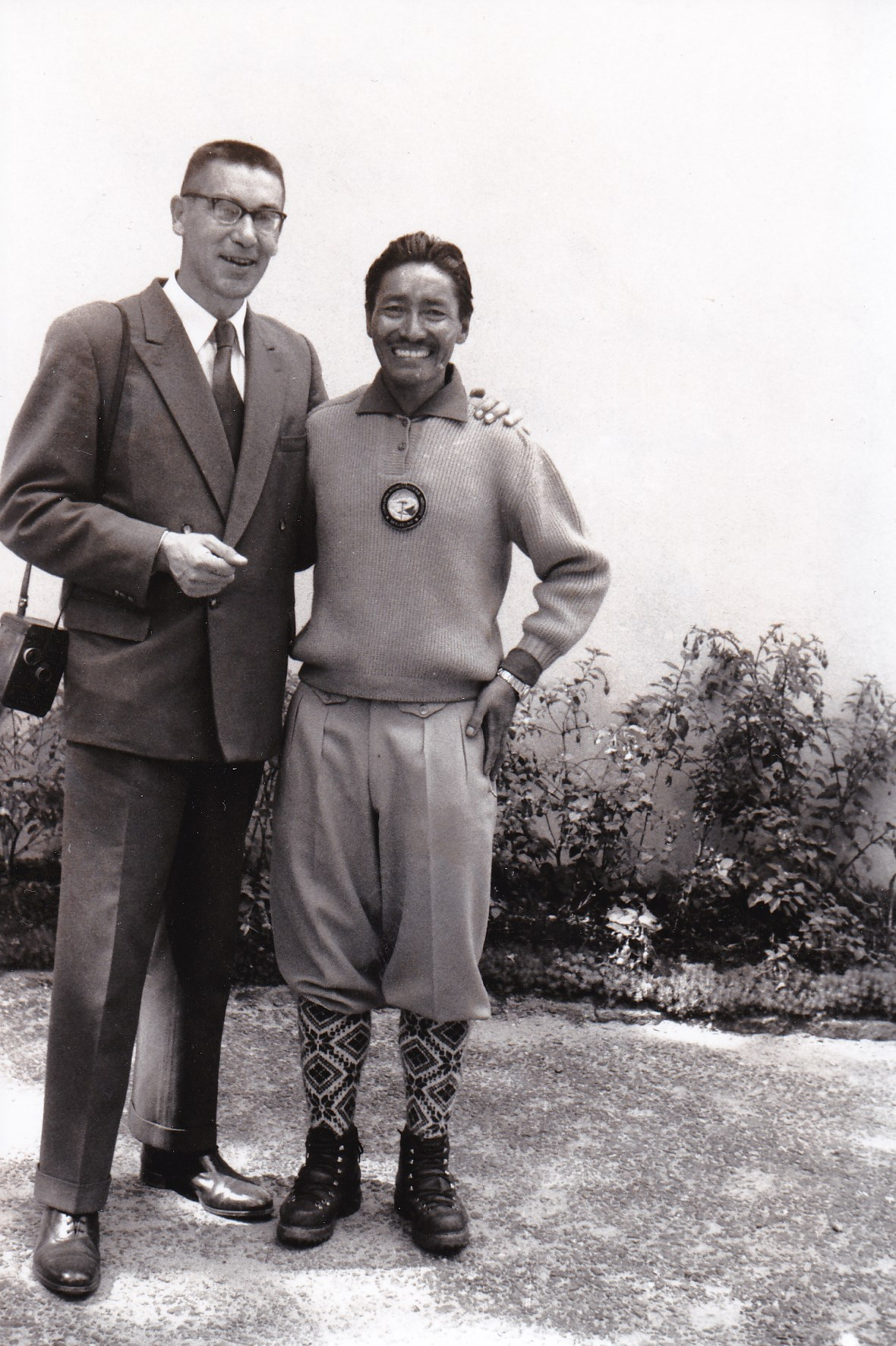
Jean Buhler (à gauche) avec Tensing Norgay, Darjeeling, octobre 1960

De nombreuses conférences et causeries ont marqué son existence. Par exemple au Club 44 de La Chaux-de-Fonds. Parfois en mer lors de croisières culturelles, notamment vers l'Exposition universelle de 1967 de Montréal.
C'est à la demande d'Edmond Kaiser qu'il ira au Biafra en 1968 et écrira le vibrant Tuez-les tous ! Guerre de sécession au Biafra. Ce livre a eu assez de succès pour être traduit en portugais et en allemand en 1969. On aura plus tard Les Derniers, les premiers : de la lèpre au développement rural en Inde, biographie de l'Indien Baba Amte.
Avec l'ingénieur du son Francis Jeannin, il réalise deux disques 33 tours : Sur les routes du monde et Chimie du son qui obtiennent un premier prix du Concours International du Meilleur Enregistrement Sonore de 1968 à Heidelberg dans les catégories reportage et trucage.
De 1985 à 1999, il met sur pied un projet de film sur Baba Amte et milite pour que le prix Nobel de la paix soit décerné à Baba Amte, sans succès.

### Son éternelle recherche de liberté
Fasciné par les nomades, il estime que le XXIe siècle marque la victoire définitive de Caïn sur Abel, la disparition des derniers nomades en étant la parfaite illustration.
Attaché à son indépendance, il affirme n'avoir jamais proposé ses services à qui que ce fût, mais avoir simplement accepté ou refusé les contrats qu'on lui proposait. Il a confié au journaliste du Courrier, Maxime Maillard : « vivre m'a pris beaucoup de temps ».

## Œuvres

### Poésie, romans, contes, nouvelles
- Frontière, récits militaires, La Chaux-de-Fonds, Éditions des Nouveaux Cahiers, 1942.
- Sur les routes d'Europe : Souvenirs d'un vagabond, Lausanne, Payot, 1942. Réédition, avec une préface de Maxime Maillard, Genève, Éditions La Baconnière, 2019.
- Convalescence, poésies, La Chaux-de-Fonds, Éditions du Carrefour, 1943.
- Nord - Sud - Ouest - Est, esquisses, Boudry, Éditions La Baconnière, 1944.
- Prends ma vie, camarade, roman. Avec un propos liminaire de Henri Guillemin, Porrentruy, Éditions des Portes de France, 1944.
- Sur les routes d'Afrique : De la Méditerranée au Congo, Lausanne, Payot, 1948.
- Sur les routes de l'Atlantique, Lausanne, Payot, 1951.
- Sciences, découvertes, explorations, aventures, album en collab. avec François Balsan, Pierre Beauverd, Jean Buhler … [e.a.], Vevey, Chocolats Nestlé-Peter-Cailler-Kohler, 1954.
- Ne pas oublier - Budapest 1956, récit, Bôle NE, Au Bouquin d'or, collection L'As de pique, 1957.
- Blaise Cendrars : Homme libre, poète au cœur du monde, Bienne, Éd. du Panorama et Paris, Éditions Louis Soulages « Le livre ouvert », 1960.
- Népal, Lausanne, Éd. Rencontre, 1964.
- Tuez-les tous : Guerre de sécession au Biafra, avec photos de l'auteur, Paris, Flammarion, 1968.
- Charles Barraud : 60 ans de peinture, texte de Jean Buhler, Neuchâtel, Musée d'art et d'histoire, 1978.
- Les Derniers, les premiers: de la lèpre au développement rural en Inde, Genève, Tribune éditions, achevé d'impr. 1979.
- Cap-Vert / Jean Buhler, Direction de la coopération au développement et de l'aide humanitaire, DDA du Département fédéral des affaires étrangères, Berne, Swissaid - Association Cap-Vert, Genève, Berne, DDA, 1981.
- FNCASI, Fondation neuchâteloise des centres ASI, 1962-1987, textes de Bernard Froidevaux et Jean Buhler, La Chaux-de-Fonds, FNCASI, 1988.
- Les derniers, les premiers : Baba Amte, un mythe incarné de l'Inde, Lausanne, Favre, 1998.
- Postillon d'amour in Les Faiseurs d'amour, le tiers dans nos relations, Berne, Musée de la communication et Lausanne, Payot, 1998.
- Des racines sous la neige, La Chaux-de-Fonds, Éditions du Haut, 1999.
- Le pope de Chimère, roman, Vevey, Éditions de l'Aire, 2001.
- La plus belle montagne du monde et autres autofictions, Vevey, Éditions de l'Aire, 2003.
- Arthur Nicolet, Actes de la Société jurassienne d'émulation, Delémont, 2002.
- Foncer, Vevey, Éditions de l'Aire, 2003.
- Les Échelles de la Mort, Le Locle, Éditions G d'encre, 2004.
- Bernard le déménageur, ill. de Christiane Buhler, Le Locle, Éditions G d'encre, 2005
- Sur la route de La Chaux-de-Fonds à Kaboul, avec photos de l'auteur, Delémont, Éditions d'autre part, 2006.
- Les sables du Temps, nouvelles, avec photos de l'auteur, Le Locle, Éditions G d'encre, 2006.
- Préface de Arthur Nicolet, Au gré de l'aventure et du poème, Sainte-Croix, Les Presses du Belvédère, 2008.
- Python frit sur paper bark in Récits sur assiette, textes inédits d’auteur romands sur la cuisine, sous la direction de Corinne Desarzens, Orbe, Bernard Campiche éditeur, 2009.

### Traductions
- Plusieurs romans anglo-saxons, comme La Demeure obscure de Warwick Deeping et Mrs Parkington de Louis Bromfield, 1943.
- De l'allemand :  Un aventurier suisse sous les drapeaux de l'étranger de Hans Bringolf, L'Abbaye du Livre, Lausanne, 1943.
- Du gaélique : L’Homme des îles de Tomas O'Crohan, en collaboration avec Una Murphy, Favre, Lausanne, 1989, rééd. en 1994 et 2003 chez Payot & Rivages, Paris.

### Contributions dans les journaux
- Rubriques hebdomadaires dans le journal Le Sillon Romand qui deviendra plus tard Terre&Nature.
- Rubrique intitulée « Entre nous » dans les années 1960 dans L'Illustré.
- Participe à la création de l'hebdomadaire Pour tous qui n'existe plus.
- Publications régulières pendant une quinzaine d'années dans Construire. C'est à la suite d'une série d'articles dans Construire qu'il est approché par la FAO.
- Nombreuses articles dans l'hebdomadaire Réforme édité à Paris.
- Et dans Le Patriote illustré, hebdomadaire belge disparu.
- Des milliers d'articles dans de nombreux journaux et périodiques en Suisse et ailleurs.